# Подалидес, Дени
Дени Подалидес (фр. Denis Podalydès; род. 1963) – французский актёр, режиссёр, сценарист и писатель греческого происхождения. Сыграл  в кино свыше 80 ролей. Наиболее известен благодаря фильму  «Палата для офицеров», участвовавшему в конкурсной программе Каннского МКФ. Четырёхкратный номинант на премию «Сезар».

## Карьера
Бывший студент Национальной театральной консерватории, он стал резидентом Комеди Франсез в 1997 году, а затем стал полноправным членом труппы тремя годами позднее. Сыграл несколько главных ролей в фильмах своего старшего брата Бруно, также автор сценария к некоторым из них.
В своей первой книге «Сцены из жизни актёра», опубликованной в 2006 году, он описывает повседневную жизнь своей  профессии. Два года спустя он выпустил «Голос за кадром»,  книгу о своих отношениях с голосами: своих близких,  великих актёров, которые повлияли на него и его собственный голос. В «Мне страшно, капитан» (2010)  он рассказывает о своей страсти к корриде и об увлечении некоторыми тореадорами, как легендарный Хосе Томас.
Он дважды получил престижную театральную Премию Мольера  –   за роль в «Ревизоре» в 1999 году  и в 2007 году за режиссуру очередной постановки «Сирано де Бержерака».

## Избранная фильмография
| Год  | Название                                  | Оригинальное название                           | Роль                 |
| ---- | ----------------------------------------- | ----------------------------------------------- | -------------------- |
| 1991 | Майрик                                    | Mayrig                                          | Согомон Тейлирян     |
| 1996 | Как я обсуждал... (мою сексуальную жизнь) | Comment je me suis disputé... (ma vie sexuelle) | Жан-Жак              |
| 1996 | Прекрасная Зелёная                        | La belle verte                                  | папаша               |
| 1998 | Жанна и отличный парень                   | Jeanne et le Garçon formidable                  | Жюльен               |
| 1999 | Дети века                                 | Les Enfants du siècle                           | Шарль Огюстен        |
| 2001 | Приключения трупа                         | Mortel Transfert                                | комиссар Шапиро      |
| 2001 | Палата для офицеров                       | La chambre des officiers                        | Генри                |
| 2002 | Целуй кого хочешь                         | Embrassez qui vous voudrez                      | Жером                |
| 2003 | Легче верблюду                            | Il est plus facile pour un chameau...           | Филипп               |
| 2004 | Мост искусств                             | Le pont des Arts                                | неназываемый         |
| 2005 | Скрытое                                   | Caché                                           | Ивон                 |
| 2006 | Код да Винчи                              | The Da Vinci Code                               | воздушный контроллер |
| 2008 | Последний урок                            | La Journée de la jupe                           | Лабуре               |
| 2011 | Сфера колдовства                          | La Clé des champs                               | рассказчик           |
| 2012 | Двойная жизнь Камиллы                     | Camille redouble                                | Альфонс              |
| 2013 | Любовь — это идеальное преступление       | L’amour est un crime parfait                    | Ришар                |
| 2016 | Шоколад                                   | Chocolat                                        | Огюст Люмьер         |
| 2017 | Он и Она                                  | Monsieur et Madame Adelman                      | психолог             |
| 2018 | Прости, ангел                             | Plaire, aimer et courir vite                    | Матьё                |
| 2019 | Офицер и шпион                            | J'accuse                                        | мэтр Деманж          |
| 2019 | Прекрасная эпоха                          | La belle époque                                 | Франсуа              |
| 2020 | Удалить историю                           | Effacer l'historique                            | Бертран Питорен      |
| 2022 | Ирма Веп                                  | Irma Vep                                        | префект полиции      |